# 黃天蕩 (古地名)
黃天蕩是中國的一個古地名，位於南京市東北和镇江西北部的長江南岸的相连接处，具體区划位置在今天镇江句容市的下蜀镇、宝华镇和南京市栖霞区龙潭街道的部分地区。这里的黃天蕩的「蕩」是指「江边大片的芦苇地」的意思。
黃天蕩為歷史上著名的戰場之一，南宋建炎四年（1130年）韓世忠、梁紅玉夫婦曾以8000兵力在此圍困金國南征大將兀朮10萬大軍達48天之久，最後逼得兀朮以重金收买当地一秀才，献计疏通老鹳河突圍而出，史稱「黃天蕩之戰」。
黃天蕩的具體地理位置在栖霞山以东、宁镇山脉句容段（俗称茅山）以北、长江以南的一块地区，长江流经栖霞山时，向北划了一个弧，然后又折向南，在长江和茅山之间形成了一个南北最宽10公里、东西最长40公里的区域。多年前，这里芦苇丛生、河汊密布。
现今的靖安街道（已并入龙潭街道），多年前叫静安镇，是韓世忠狙击金兀术的地方。现今南京和镇江的界河，叫便民河，俗稱「枪挑河」。其前身稱老鹳河，当年金兀术疏通老鹳河时，事發突然，没有准备鐵鏟，就命士兵用手中的矛槍为工具，河以此而得名。